# سيزار بورخا
سيزار بورخا (بالإسبانية: César Borja)‏ هو سباح مكسيكي، ((ولد. 1934  م))

## روابط خارجية
- سيزار بورخا على موقع أوليمبيديا (الإنجليزية)